# ISO 3166-2:SR
ISO 3166-2:SR è uno standard ISO che definisce i codici geografici delle suddivisioni del Suriname; è un sottogruppo dello standard ISO 3166-2.
Sono assegnati codici ai 10 distretti; sono formati da SR- (sigla ISO 3166-1 alpha-2 dello Stato), seguito da due lettere.

## Codici
| Codice | Distretto  |
| ------ | ---------- |
| SR-BR  | Brokopondo |
| SR-CM  | Commewijne |
| SR-CR  | Coronie    |
| SR-MA  | Marowijne  |
| SR-NI  | Nickerie   |
| SR-PR  | Para       |
| SR-PM  | Paramaribo |
| SR-SA  | Saramacca  |
| SR-SI  | Sipaliwini |
| SR-WA  | Wanica     |